# 井口武夫
井口 武夫（いぐち たけお、1930年〈昭和5年〉6月24日 - 2024年〈令和6年〉10月31日）は、日本の外交官。尚美学園大学名誉教授。専攻は外交史、国際海洋法。位階勲等は従三位勲二等。父は元外交官の井口貞夫。

## 来歴・人物
中国の上海に生まれる。1953年（昭和28年）、東京大学法学部卒業後、外務省に入省した。オックスフォード大学より修士号を取得している。以後外交官として、国際連合の参事官を務めたほか、下記の大使を歴任した。
- 1984年 - 1986年：ドミニカ共和国・ジャマイカ・バハマ（兼任）
- 1988年 - 1991年：バングラデシュ
- 1991年 - 1993年：ニュージーランド・西サモア（兼任）

1993年（平成5年）に退官。退官後は東海大学教授、尚美学園大学教授を務め、尚美学園大学名誉教授となる。
2000年（平成12年）秋の叙勲で、勲二等瑞宝章を受章した。
著作『開戦神話 対米通告を遅らせたのは誰か』で、宣戦通告遅延問題について、ワシントンD.C.の在アメリカ合衆国日本国大使館に落ち度はなく、通告の遅れは全て本省と軍部が責任を負うべきものであったとの主張を行なっている。
2024年（令和6年）10月31日、死去した。94歳没。死没日付をもって従三位に叙された。

## 栄典
- 2000年（平成5年）11月3日 - 勲二等瑞宝章[4][5]
- 2024年（令和6年）10月31日 - 従三位[3]

## 同期
- 波多野敬雄（学習院長、国連大使）
- 橋本恕（駐中華人民共和国大使）
- 北村汎（外務審議官）
- 羽澄光彦（中南米局長）
- 加藤吉弥（駐ベルギー大使、欧亜局長）
- 茂木良三（駐ハンガリー大使）

## 著書
- 『開戦神話 対米通告を遅らせたのは誰か』中央公論新社、2008年（中公文庫、2011年）